# شليم
ولاية شليم وجزر الحلانيات هي إحدى ولايات محافظة ظفار جنوب عمان تتميز بطابعها البدوي في أغلبه إلى جانب التنوع الجغرافي حيث الرمال والجبال والوديان ووالجزر والساحل الفضي على بحر العرب.عدد سكان الولاية في التعداد العام للسكان والمنشاءات الصادر من وزارة الاقتصاد عام 2003 بلغ 7400نسمة أغلبهم من المهرة وحوالي 4000نسمة أجانب مقيمين يعملون في حقول النفط.يتميز السكان برعي الإبل والعادات البدوية العربية الاصيلة.
تعد ولاية شليم وجزر الحلانيات أكبر ولايات سلطنة عمان مساحةً حيت تقدر بـ27,000 كم2 كما تملك مخزون احتياطي هائل من النفط والغاز على مستوى السلطنة وتم استخراج النفط منها منذ عام 1958 في منطقة مرمول واكتشف في ولاية شليم مؤخرا موقع جديد يحوي كميات كبيرة من النفط والغاز يسمى هرويل.
يبعد مركز الولاية عن البحر بـحوالي 40كم غربا وعن صلالة حوالي 310كم شمالا. تحد ولاية شليم وجزر الحلانيات من الشمال ولايتي الجازر وهيما في المنطقة الوسطى ومن الغرب ولاية مقشن ومن الجنوب ولاية سدح ومن الشرق ساحل بحر العرب.
الطقس معتدل في مركز ولاية شليم وجز الحلانيات طوال السنة ويختلف كلما ابتعدنا عن المركز وتتأثر بعض اجزاء الولاية بالرياح الموسمية لا سيما المناطق المرتفعة في جبال سمحان وساحل بحر العرب إلى جانب مركز الولاية نفسه حيث النسيم البارد والسحب المنخفضة.
1. ↑  OpenStreetMap (باللغات المتعددة), 9 Aug 2004, QID:Q936